# Chilicola griswoldi
Chilicola griswoldi är en biart som beskrevs av Michener 1994. Chilicola griswoldi ingår i släktet Chilicola och familjen korttungebin. Inga underarter finns listade i Catalogue of Life.